# Ida Engvoll
Ida Engvoll (6 de octubre de 1985) es una actriz sueca de cine y televisión. Ha aparecido en más de quince películas desde 2010, cuando debutó en Beck – Levande begravd, cinta dirigida por Harald Hamrell. Por otra parte, sus apariciones en televisión incluyen series como The Team y The Bridge, ambas de 2015. Su papel más reconocido es el de Sonja en la película nominada al Óscar Un hombre llamado Ove, de Hannes Holm.

## Filmografía

### Cine
| Año  | Título                 | Rol        | Notas                                         |
| ---- | ---------------------- | ---------- | --------------------------------------------- |
| 2016 | Upp i det blå          | Miss Il    |                                               |
| 2015 | Un hombre llamado Ove  | Sonja      | Nominada al Óscar a mejor película extranjera |
| 2014 | For Better and Worse   | Hanna      |                                               |
| 2014 | Medicinen              | Linda      |                                               |
| 2013 | Crimes of Passion      | Lil        |                                               |
| 2013 | Bäst före              | Katja      |                                               |
| 2013 | Nobody Owns Me         | Lisa       |                                               |
| 2010 | Beck – Levande begravd | Maria Fors |                                               |

### Televisión
| Año  | Título             | Rol                | Notas       |
| ---- | ------------------ | ------------------ | ----------- |
| 2020 | Amor y anarquía    | Sofie              |             |
| 2017 | Rebecka Martinsson | Rebecka Martinsson |             |
| 2017 | Bonusfamiljen      | Therese            | 5 episodios |
| 2015 | The Team           |                    |             |
| 2015 | The Bridge         | Tina Matsson       |             |